# (2203) van Rhijn
(2203) van Rhijn est un astéroïde de la ceinture principale.

## Description
(2203) van Rhijn est un astéroïde de la ceinture principale. Il fut découvert le 28 septembre 1935 à Johannesbourg par Hendrik van Gent. Il fut nommé en honneur de l'astronome Pieter Johannes van Rhijn. Il présente une orbite caractérisée par un demi-grand axe de 3,10 UA, une excentricité de 0,19 et une inclinaison de 1,6° par rapport à l'écliptique.

## Compléments